# NGC 4770
NGC 4770 (другие обозначения — MCG -1-33-40, PGC 43804) — линзообразная галактика (морфологический тип S0-a) в созвездии Девы. Открыта Уильямом Гершелем в 1786 году.
Этот объект входит в число перечисленных в оригинальной редакции «Нового общего каталога».
Фотографический и визуальный облик этой галактики довольно похожи. Наблюдения галактики несколько затрудняются тем, что она расположена на небесной сфере вблизи (практически точно к западу от) яркой звезды Пси Девы (красный гигант с видимой величиной 4,8m, угловое расстояние от галактики 12′). При визуальном наблюдении в любительский телескоп галактика выглядит малой по размерам, у неё видно более яркое ядро, встроенное в довольно тусклую оболочку, ориентированную с востока на запад. Радиальная скорость: 3541 км/с. Расстояние: 158 млн световых лет. Диаметр: 74 тыс. световых лет.